# IK Pantern
Le IK Pantern est un club de hockey sur glace de Malmö en Suède. Il évolue en Allsvenskan, le deuxième échelon suédois.

## Historique
Le club est créé en 1959.

## Palmarès
- Aucun titre.